# ATC (A13)
Jest to część klasyfikacji anatomiczno-terapeutyczno-chemicznej:
- A – Przewód pokarmowy i metabolizm
  - A 01 – Preparaty stomatologiczne
  - A 02 – Leki stosowane w chorobach związanych z nadmierną kwasowością soku żołądkowego
  - A 03 – Leki stosowane w czynnościowych zaburzeniach przewodu pokarmowego
  - A 04 – Leki przeciwwymiotne i przeciw nudnościom
  - A 05 – Leki stosowane w chorobach dróg żółciowych i wątroby
  - A 06 – Leki przeczyszczające
  - A 07 – Leki przeciwbiegunkowe, przeciwzapalne i przeciwdrobnoustrojowe stosowane w chorobach przewodu pokarmowego
  - A 08 – Leki przeciw otyłości z wyłączeniem preparatów dietetycznych
  - A 09 – Leki poprawiające trawienie (włącznie z enzymami)
  - A 10 – Leki stosowane w cukrzycy
  - A 11 – Witaminy
  - A 12 – Preparaty uzupełniające niedobór składników mineralnych
  - A 13 – Leki wzmacniające
  - A 14 – Leki anaboliczne do stosowania ogólnego
  - A 15 – Leki zwiększające apetyt
  - A 16 – Inne leki działające na przewód pokarmowy i metabolizm

## A 13 – Leki wzmacniające
Aktualnie w klasyfikacji ATC nie ma leków w tej kategorii